# Calide ibne Abedal Maleque
Calide ibne Abedal Maleque (Khalid ibn Abd al-Malik), chamado Alidi (em grego medieval: Ἀλιδί; romaniz.: Alidí) ou Alido (Ἄλιδος, Alidos) por Jorge Cedreno, era um nobre árabe do século VII membro da dinastia dos omíadas. Era filho do califa Abedal Maleque ibne Maruane (r. 685–705) e irmão de Salimão e Ualide. Aparece em 696, quando invadiu o Império Bizantino e fez muitos prisioneiros.